# Шестая республика Южной Кореи
Шестая республика Южной Кореи — современный период в истории Республики Корея. Период Шестой республики начался в 1988 году, после передачи власти от лидера авторитарной Пятой республики Чон Духвана избранному на прямых выборах президента Ро Дэу, возглавлявшего начатые в июне 1987 года реформы. Были снова введены прямые президентские выборы, снят запрет на политическую деятельность неугодных режиму политиков и другие меры.

## Президенты Шестой республики
- Ро Дэ У, 25 февраля 1988 — 24 февраля 1993 (Демократическая партия за справедливость)
- Ким Ён Сам, 25 февраля 1993 — 24 февраля 1998 (Демократическая либеральная партия)
- Ким Дэ Чжун, 25 февраля 1998 — 24 февраля 2003 (Демократическая партия тысячелетия)
- Но Му Хён, 25 февраля 2003 — 24 февраля 2008 (Демократическая партия тысячелетия)
- Ли Мён Бак, 25 февраля 2008 — 24 февраля 2013 (Партия великой страны)
- Пак Кын Хе, 25 февраля 2013 — 10 марта 2017 год (Партия новых горизонтов)
- Мун Джэин, 10 мая 2017 — 10 мая 2022 (Совместная демократическая партия)
- Юн Сок Ёль, 10 мая 2022 — 4 апреля 2025 (Сила народа)
- Ли Чжэ Мён, 4 июня 2025 — настоящее время (Демократическая партия «Вместе»)

## Реформы
Президент Ким Ёнсам продолжил политику открытости Южной Кореи миру, начатую президентом Ро Дэу. Кроме того, был принят закон, запрещающий Агентству по планированию национальной безопасности вмешиваться в политику, и закон, запрещающий военным участвовать в политической деятельности. Были приняты меры по борьбе с коррупцией. В 1993 году начались реформы в банковской сфере. Были запрещены анонимные переводы денежных средств и открытие счетов на вымышленное имя. Аналогичные меры были приняты в сфере недвижимости. «Закон об этике» обязал госслужащих ежегодно подавать декларацию о доходах и имуществе. В 1994 году был принят закон, что на все гражданские чиновные должности назначение будет проводиться на конкурсной основе. В 2015 году была отменена статья Уголовного кодекса, предусматривавшая лишение свободы за супружескую неверность.
Бывшие президенты Чон Духван и Ро Дэу были арествованы по обвинениям в коррупции и попытке захвата власти.
Закон 1996 года о труде включил в себя много запретов, существовавших при прежних, диктаторских режимах. Была запрещена политическая деятельность профсоюзов.
После финансового кризиса 1997 года последовало банкротство крупного южнокорейского конгломерата «Ханбо», с которым был связан сын президента Ким Ёнсама — Ким Хёнчхоль. Это привело к резкой критике президента и падению его популярности до отметки 3,8 % (вместо 80 % в начале его президентства). Как пишет Сон Чжунхо, «начал он хорошо, а закончил плохо, но … во время президентства Ким Ёнсама Корея наконец-то стала республикой, превратилась из авторитарного государства в демократическое».

## Экономика
В октябре 1997 года началось резкое снижение курса воны по отношению к доллару, золотовалютные резервы страны были истощены, и чтобы предотвратить крах экономики, правительство было вынуждено сделать крупные займы у Международного валютного фонда. Предпринятые правительством меры, включая ряд экономических реформ, позволили Республике Корея  скоро выйти из кризиса и набрать темпы  экономического роста. 
Экономический кризис 2008—2010 годов также сказался на южнокорейской экономике: в 2008 году сокращение промышленного производства в стране составило 26 %, выросла безработица, существенно понизился курс воны к доллару. В течение 2009 года экономика страны постепенно восстанавливалась, чему способствовала правительственная программа по борьбе с кризисом и понижение курса воны в 2008 году, что создало благоприятные условия для корейских экспортёров. Рост ускорился в 2010 году, после начала восстановления мировых рынков, являющихся потребителями южнокорейских товаров, в частности в первом квартале 2010 года прогноз годового прироста ВВП составил 5,2 %, а безработица снизилась с 4,4 % до 3,8 %.

Из всех президентов Южной Кореи благополучно — без переворота, импичмента и тюремного срока — закончил президентский срок только Мун Чжэин.